# 小行星3748
小行星3748（英語：3748 Tatum）是一颗围绕太阳公转的小行星。1981年5月3日，愛德華·鮑威爾在可可尼诺县发现了此天体。
这颗小行星的绝对星等为110.7013683445008等。